# Manden med kameraet
Manden med kameraet (russisk: Человек с киноаппаратом) er en sovjetisk eksperimental-stumfilm fra 1929 instrueret af Dziga Vertov og filmet af hans bror Mikhail Kaufman.
Filmen viser bylivet i Moskva og i Kijev og Odessa i slutningen af 1920'erne. Der medvirker ingen skuespillere Der er filmet sovjetiske indbyggere fra morgen til aften og man ser dem arbejde og i fritiden og interagere med maskinerne i det moderne liv, hvorved det moderne Sovjetunionen præsenteres ved gennem manden med kameraet, der dokumenterer det hele.
Filmen er beræømt for sin brug af filmteknikker, så som dobbelt billeder, fast motion, slow motion, stop motion, ekstreme nærbilleder, split screen osv.